# امپراتور وندی
امپراتور وندی (به چینی: 文帝)، (سلطنت: ۵۸۱~۶۰۴ میلادی)؛ نام وی  پیش از سلطنت یانگ جیان بود که در برخی ترجمه‌های فارسی به صورت یان تسزیان ذکر شده است، مؤسس دودمان سویی در چین است که چین را پس از چهار قرن از سقوط دودمان هان متحد کرد. یانگ جیان یک فرمانده دربار سلسله ژو شمالی بود که در سال ۵۸۱ آخرین شاه این سلسله را خلع کرد و سلسله سوئی را تأسیس کرد. او در سال ۵۸۹ جنوب چین را فتح و جانشینانش تا حدود ۶۱۰ میلادی در ویتنام و آسیای مرکزی نیز پیشروی کردند. سلسله سوئی عمری کوتاه داشت و سلسله تانگ در سال ۶۱۸ جایگزین شد که یکی از دوران طلایی هنر و فرهنگ چین را پدیدآورد. شکوه و رونق سلسله تانگ مدیون اقدامات یانگ جیان و سلسله سوئی در متحد کردن چین بود.